# مريم الحسن
مريم الحسن هي كاتبة، وروائية وقاصة سعودية وُلدت بمدينة الأحساء بالمملكة العربية السعودية في 23 سبتمبر (أيلول) عام 1968، وحصلت على الإجازة في اللغة العربية من جامعة الملك فيصل.

## مسيرتها الأدبية
خاضت الكاتبة مريم الحسن تجارباً أدبية عديدة في مختلف أنواع الأدب شعرًا ونثراً، فكتبت النصوص الشعرية التي تنتمي إلى شعر التفعيلة، أو ما يُعرف بالقصيدة النثرية، كما كتبت الخواطر، والقصة القصيرة، والقصة القصيرة جدا، إلى جانب كتابتها لبعض المقالات التحليلية في الأدب، ونُشرت كتباتها بالعديد من الصحف والمجلات الورقية والإلكترونية المحلية والعربية من بينها مجلة رؤى الثقافية الليبية. كما أحبت مريم الحسن فن الرسم إلى جانب الأدب وشاركت بعدد من الورش والمحاضرات في تقنيات وفنون الرسم، وشاركت مع مجموعة كلّنا رسّامون في الرسم المباشر خلال أسبوع الفن الذي أقامته جمعية الثقافة والفنون بالأحساء عام 2016، وهي عضو بملتقى ابن المقرب الأدبي في المنطقة الشرقية بمدينة الدمام، وعضو بملتقى كلنا رسامون، وعضو فعّال بمجموعة «هديتك بأيدي سعودية» بمركز موهبة للفن، وعضو لجنة تحكيم مسابقة الرابطة العربية للقصة الومضة، وعضو بجمعية الثقافة والفنون في المنطقة الشرقية ومحافظة الأحساء، وعضو مشارك بالجمعية العمومية لنادي أدب الاحساء، وعضو بنادي كلمات التوستماسترز لفن الخطابة.

## كتاباتها ومؤلفاتها
ألّفت مريم الحسن العديد من المؤلفات التي تنوعت ما بين الرواية الطويلة، والمجموعات القصصية، ومنها:
- الضياع (رواية): صدرت عام 2006.
- وأشرقت الأيام (رواية): صدرت عام 2007 عن دار الكفاح للنشر والتوزيع.
- آخر المطاف (مجموعة قصصية): صدرت عام 2010.
- خذلان (مجموعة قصصية): صدرت عام 2014.
- شرفة لامرأة واحدة (رواية): صدر عام 2016 عن مؤسسة الانتشار العربي للنشر والتوزيع بعمّان.[2][3][4]
- نثار (مجموعة قصصية): صدرت عام 2017.[5][6]

## التكريمات والجوائز
حظيت مريم الحسن بتكريم العديد من الجهات المحلية والدولية، وحصلت على عدد من الجوائز من أهمها:
- درع وشهادة تكريم مونديال القاهرة للفن والأدب في أكتوبر عام 2015 لجهودها في تحكيم نصوص مسابقة القصة القصيرة جدا للرابطة العربية.
- المركز الأول في القصة القصيرة جدا في مسابقة مجلة نجوم العرب الأدبية عام 2016.